# Das Totenschiff (Film)
Das Totenschiff ist ein deutsch-mexikanischer Spielfilm aus dem Jahre 1959 von Georg Tressler. Die Uraufführung des Schwarzweißfilms nach dem gleichnamigen Roman von B. Traven fand am 1. Oktober 1959 im Hamburger City-Kino statt.

## Handlung
Im Hafenbezirk von Antwerpen. Als der aus New Orleans stammende Matrose Philip Gale am Morgen das Bett einer Prostituierten, mit der er die vergangene Nacht verbracht hat, verlässt, hat diese nicht nur sein Geld, sondern auch sein Seefahrtbuch gestohlen. Diesen sich später tragisch auswirkenden Verlust bemerkt Gale, als er an den Kai kommt, von dem sein Schiff einige Stunden zuvor unplanmäßig abgelegt hat. Nun steht Gale ohne Papiere da, die er jedoch unbedingt benötigt, wenn er auf einem anderen Schiff anheuern will. Die belgische Polizei schiebt daraufhin Gale als namenlosen Ausländer ins nördliche Nachbarland ab. Auch der amerikanische Konsul in Rotterdam, zu dem Gale in seiner Verzweiflung geht, kann ihm nicht weiterhelfen, zumal er Gales Geschichte nicht so recht glaubt. Bis seine wahre Identität festgestellt werden könne, so avisiert ihm der US-Diplomat, könnten zwei Monate ins Land gehen. Solange will Gale nicht warten, und so trampt er Richtung Süden, um dort in einer Hafenstadt, wo man nicht nach seinen Papieren fragt, anheuern zu können.
Unterwegs trifft er in Frankreich die blonde Mylène, die in einer dünn besiedelten Landschaft mit ihrer Mutter ein kleines Häuschen bewohnt. Mylène findet rasch Gefallen an dem jungen Mann und lädt ihn zu sich nach Hause ein, wo Gale zunächst ein Bad nimmt und bekocht wird. Am nächsten Tag nimmt Gale, der ebenfalls für sie zu empfinden beginnt, schweren Herzens Abschied von Mylène und setzt seine Reise mit dem Zug fort.
Im nächsten Hafen spricht der Schiffstrimmer Lawski Gale an, und wenig später hat ihn der zweite Offizier und Ingenieur der Yorikke, Dils, dazu überredet, auf diesem Seelenverkäufer von einem Schiff anzuheuern. Gelockt wurde Gale mit der Aussage, das Schiff habe Stückgut für Boston – Gales Wunschziel – geladen. Die Yorikke wirkt bereits auf den ersten Blick wie ein Haufen Schrott. Kaum an Bord, kommt es bereits zur Konfrontation mit Dils und dem Kapitän, da sich Gale übertölpelt fühlt und das Schiff mitnichten auf absehbare Zeit Boston ansteuern wird. Gale wird im Kesselraum eingesetzt und muss Kohle schippen und verfeuern – eine ebenso schmutzige wie kraftraubende und schweißtreibende Schwerstarbeit. Bald kommt es an Bord zu ersten Reibereien. Gale gerät vor allem mit dem Heizer Martin immer wieder aneinander. Nur mit Lawski kann er hin und wieder paar offene Worte wechseln. Als beide ausgehungerten Männer sich über die im Laderaum gelagerten Pflaumenmuskonserven hermachen, müssen sie feststellen, dass das Mus lediglich als Tarnung dient: in den Dosen werden Gewehrpatronen geschmuggelt.
Zeitgleich hocken die beiden Schiffsoffiziere mit dem Skipper in der Kapitänskajüte zusammen. Um an die Versicherungssumme für Schiff und Ladung zu kommen, plant der Kapitän, die Yorikke bei nächster Gelegenheit auf Grund zu setzen. Als der erste Offizier Statter bei der Schurkerei nicht mitmachen will, da er annimmt, dass dabei seine Leute skrupelloserweise gleich mitversenkt werden sollen, um keine lästigen Zeugen zu haben, ordnet der Käpt‘n an, dass Statter sterben muss. Und so werfen Dils und der Bootsmann ihn in der darauffolgenden Nacht nach einem kurzen Handgemenge auf hoher See über Bord.
Nahe der afrikanischen Küste nähern sich eine Reihe von Segelbooten dem Schiff. Die Fracht, die die Männer unbeobachtet von Hafenbehörden und anderen offiziellen Stellen von Bord der Yorikke löschen wollen, sind die Kisten mit der Munition. In der nächsten Pinte eines südlichen Hafenstädtchens lernt Gale die Bardame Shaba kennen, der er sein Leid klagt. Sie gibt ihm den Tipp, einen gewissen Ballard aufzusuchen, seines Zeichens Passfälscher. Gale müsse rein gar nichts bezahlen, erklärt Ballard. Aber, um jeweils einen Pass für sich und seinen Kumpel Lawski zu bekommen, verlangt Ballard, dass Gale einen Ballard zutiefst verhassten Mann ermordet. Gale sieht sich dazu nicht imstande und verkauft stattdessen den ihm für den Mord überlassenen nagelneuen Revolver. Ohne Hoffnung, vom einsamen Hafenort am Rande der Wüste jemals wieder wegzukommen, kehren Gale und Lawski wieder an Bord der Yorikke zurück. Bald nähert sich ein Polizeiboot dem Schiff, und der Kapitän befiehlt volle Fahrt. Die Kohlenschipper im Heizungsraum geben ihr Bestes, aber es kommt zu einem Unglück, und einer der beiden Heizer verbrüht sich stark. Der zur Reparatur im dampfgeschwängerten Kesselraum ausgewählte Kohlentrimmer Paul kann zwar das Unglück beheben, kommt dabei aber ums Leben.
In der kommenden Nacht soll nach dem Willen des Kapitäns die Yorikke untergehen. Der Skipper lässt daher die Heizungskessel unter Volldampf fahren und steuert das Schiff zielgenau auf ein Riff. Dabei geraten die Männer, die sich zu diesem Zeitpunkt gerade unter Deck und im Heizraum befinden, in größte Not. Nur Gale kann sich vom Heizungsraum auf das Oberdeck des in schwerer Schieflage befindlichen Totenschiffs retten. Beim aufkommenden Chaos erschlägt Martin Dils, während er und der Bootsmann gleich darauf vom Kapitän erschossen werden. Der Kapitän wiederum stürzt rücklings in das Unterdeck herab und bricht sich dabei das Genick. Lediglich Gale und Lawski überleben. Bei schwerem Seegang bricht das Wrack schließlich auseinander und sinkt. Die beiden Männer retten sich auf eine große Holzplanke – das Letzte, was von der Yorikke übriggeblieben ist. Nach einem Tag auf dem in der weiten See umhertreibenden, wankenden Untergrund wird Lawski von Wahnvorstellungen gepeinigt und springt auf der Suche nach der längst abgesoffenen Yorikke ins Meer, das ihn verschlingt. Philip Gale, der ihn verzweifelt davon abzuhalten versuchte, bleibt allein, in einem unendlichen Meer treibend, zurück.

## Produktionsnotizen
Das Totenschiff wurde frei nach der gleichnamigen Romanvorlage B. Travens gestaltet. Die Dreharbeiten begannen am 4. Mai 1959 und endeten am 8. August desselben Jahres. Gedreht wurde an europäischen Küsten und auf dem Meer: Antwerpen, Málaga, Almería, Alicante, Barcelona und bei Staberhuk auf der Insel Fehmarn.
Der nachmalige Fernsehregisseur Eberhard Itzenplitz assistierte Georg Tressler, Wolfgang Treu wiederum dem Kameramann Heinz Pehlke. Die Filmbauten wurden von Emil Hasler entworfen und von Walter Kutz ausgeführt. Hauptdarsteller Horst Buchholz verließ nach diesem Film Deutschland und spielte in den kommenden anderthalb Jahrzehnten überwiegend in fremdsprachigen Filmen mit. Er kassierte für seine Rolle 200.000 DM, eine für damalige Verhältnisse extrem hohe Summe.

## Kritik
In Der-Spiegel-Ausgabe vom 21. Oktober 1959 war auf Seite 87 zu lesen: „Wenngleich die Ufa-Autoren den Traven-Bestseller um drei – blitzlichthaft kurze – Amouren bereicherten, erweist sich die Kinoversion des literarischen Welterfolges, die Regisseur Georg Tressler verfertigte, als unbefriedigend. Die Schilderung des Leidenswegs eines Seemanns ohne Paß und Papiere, die im Roman zu fesseln vermag, ermangelt im Film der motorischen Handlung. Zwischen der umständlichen Introduktion und dem bedrückenden Schluß ergeben sich nur sehr wenige Spannungsmomente. Die mit ausgeprägt männlichen Physiognomien ausgestatteten Chargen, darunter Mario Adorf und Helmut Schmid, agieren so eindrucksvoll, daß Hauptheld Horst Buchholz in dieser Gesellschaft wie ein Angestellter der Alsterschiffahrt wirkt.“

„Anders als Traven (der angeblich die Premiere inkognito besuchte) setzte der Film weniger auf atmosphärische Dichte und philosophische Perspektiven als auf Tempo und Action. Diesmal stellt sich der Film eindeutig auf die Seite der Unangepaßten, der Abenteurer. Wenn auch der Weg des Seemanns, dem von einer Prostituierten alle Papiere geklaut werden und der so in der Illegalität landet, auf der ‚Yorikke‘, einem heruntergekommenen Schmugglerkahn, ein tödliches Ende findet, so wird doch die Welt der ‚Normalen‘, mit ihrer kleinbürgerlichen Enge, ihren moralischen Vorurteilen und ihrer Bürokratie als negative Gegenwelt geschildert. Dabei schlägt sich auch die Dramaturgie auf die Seite der Abenteurer. Denn die Ereignisse treten mit derselben fatalen Unberechenbarkeit ein, mit der sich auch der Held durchs Leben schlägt. So verzichtet die Story auf alle Intrigen; so zufällig, wie der Seemann (Horst Buchholz) in die Illegalität getrieben gerät, so zufällig begegnet er auch dem Mädchen, in das er sich verliebt; die Möglichkeit, auf der ‚Yorikke‘ anzuheuern, ergibt sich für ihn so unvorhersehbar, wie deren schließliches Kentern die Besatzung ihrem blinden Schicksal überläßt. Die packende Schlußsequenz ist insofern ein Höhepunkt des deutschen Nachkriegsfilms, als hier eine intakte Studio-Technik präsentiert wurde, die später ihresgleichen suchen sollte. Dennoch bleiben Zweifel, ob Travens quasi existenzialistischer Roman in realistische Dekos wirklich übersetzbar war.“

In Filme 1959/61 heißt es: Bei Traven ein hervorragend stilisierter Abenteuerroman mit gesellschaftskritischer Note. Im Film trotz angestrengter Realistik und technischen Aufwandes bloß ein flotter Reißer.
Der Evangelische Film-Beobachter kommt zu folgendem Schluss: Bildstarke, allerdings auch fortgesetzt sehr harte Verfilmung des bekannten gleichnamigen Romans (…).
Martin Prucha schrieb in Reclams Lexikon des deutschen Films (1995), durch die Verlegung der Handlung von der Zeit nach dem Ersten Weltkrieg in die fünfziger Jahre sei die sozialkritische Wucht des Originals teilweise verlorengegangen. Dennoch handle es sich um einen Abenteuerfilm voller Atmosphäre.